# Les Femmes pointilleuses
Les Femmes pointilleuses est une comédie de mœurs de Carlo Goldoni, représentée pour la première fois le 18 avril 1750 à Mantoue, dans laquelle Goldoni met en contraste la bourgeoisie et la noblesse, à travers les personnages de Donna Rosaura (femme d’un riche commerçant) et une aristocrate (la comtesse Béatrice), toutes deux insatisfaites de leur condition.

## Personnages
- Donna Rosaura : épouse de
- Don Florindo Aretusi : marchand sicilien
- La comtesse Beatrice
- Le comte Onofrio : son mari
- La comtesse Eleonore
- La comtesse Clarice
- Le comte Lelio
- Brighella : valet de donna Rosaura

## Argument
Donna Rosaura et Don Florindo, un couple de riches négociants en voyage à Venise a pour objectif d’y être reçu par la noblesse afin de pouvoir revendiquer l’amitié de « personnes de qualité ».  Moyennant finance, la comtesse Beatrice s'engage à introduire donna Rosaura dans son cercle.  Mais le passage de Rosaura chez les dames de qualité reste bref et malheureux. Elle s'apercevra bien tard que ces nobles sont désargentés et profiteurs et que de surcroît ceux-ci, s’insurgeant contre la violation de leur pré carré nobiliaire et méprisant tout ce qui ne porte pas une particule, n’ont de cesse de lui infliger des leçons humiliantes.